# Pokal Nogometne zveze Slovenije 2001-2002
La Pokal Nogometne zveze Slovenije 2001./02. (in lingua italiana: Coppa della federazione calcistica slovena 2001-02) fu la undicesima edizione della coppa nazionale di calcio della Repubblica di Slovenia.
Vi parteciparono tutte le squadre slovene. Nei primi turni si sfidarono le squadre minori, quelle nelle associazioni inter-comunali (MNZ, "Medobčinske nogometne zveze"), fino ad arrivare alla fase finale, con l'entrata dei club della 1. SNL 2000-2001, dai sedicesimi di finale in poi.
A vincere fu il Gorica, al suo secondo titolo nella competizione.

Questo successo diede ai goriziani l'accesso alla Coppa UEFA 2002-2003.

## Partecipanti
Le 12 squadre della 1. SNL 2000-2001 sono ammesse di diritto. Gli altri 20 posti sono stati assegnati attraverso le coppe inter–comunali.
| Ammesse di diritto | Coppe inter–comunali | Coppe inter–comunali | Coppe inter–comunali | Coppe inter–comunali |
| Ammesse di diritto | Associazione         | Squadre              | Squadre              | Squadre              |
| --- | -------------------- | -------------------- | -------------------- | -------------------- |
| - Celje - Domžale - Dravograd - Gorica - Koper - Korotan Prevalje - Maribor - Mura - Olimpia Lubiana - Primorje - Tabor Sežana - Rudar Velenje | MNZ Lubiana          | NK Lubiana           | Elan                 | Kolpa                |
| - Celje - Domžale - Dravograd - Gorica - Koper - Korotan Prevalje - Maribor - Mura - Olimpia Lubiana - Primorje - Tabor Sežana - Rudar Velenje | MNZ Maribor          | Železničar Maribor   | Rogoza               | Paloma               |
| - Celje - Domžale - Dravograd - Gorica - Koper - Korotan Prevalje - Maribor - Mura - Olimpia Lubiana - Primorje - Tabor Sežana - Rudar Velenje | MNZ Celje            | Šmartno ob Paki      | Šmarje pri Jelšah    |                      |
| - Celje - Domžale - Dravograd - Gorica - Koper - Korotan Prevalje - Maribor - Mura - Olimpia Lubiana - Primorje - Tabor Sežana - Rudar Velenje | MNZ Capodistria      | Ankaran Hrvatini     | Jadran Dekani        |                      |
| - Celje - Domžale - Dravograd - Gorica - Koper - Korotan Prevalje - Maribor - Mura - Olimpia Lubiana - Primorje - Tabor Sežana - Rudar Velenje | MNZ Nova Gorica      | Brda                 | Tolmin               |                      |
| - Celje - Domžale - Dravograd - Gorica - Koper - Korotan Prevalje - Maribor - Mura - Olimpia Lubiana - Primorje - Tabor Sežana - Rudar Velenje | MNZ Murska Sobota    | Beltinci             | Bakovci              |                      |
| - Celje - Domžale - Dravograd - Gorica - Koper - Korotan Prevalje - Maribor - Mura - Olimpia Lubiana - Primorje - Tabor Sežana - Rudar Velenje | MNZ Lendava          | Odranci              | Nafta                |                      |
| - Celje - Domžale - Dravograd - Gorica - Koper - Korotan Prevalje - Maribor - Mura - Olimpia Lubiana - Primorje - Tabor Sežana - Rudar Velenje | MNZ Goreniska-Kranj  | Triglav              | Šenčur               |                      |
| - Celje - Domžale - Dravograd - Gorica - Koper - Korotan Prevalje - Maribor - Mura - Olimpia Lubiana - Primorje - Tabor Sežana - Rudar Velenje | MNZ Ptuj             | Ormož                | Aluminij             |                      |

## Sedicesimi di finale
| Squadra 1          | Risultato             | Squadra 2         |
| ------------------ | --------------------- | ----------------- |
| Paloma             | 0 – 4                 | Rudar Velenje     |
| Koper              | 3 – 0                 | Triglav           |
| Šmartno ob Paki    | 1 – 1 (dts) (6-5 dtr) | Primorje          |
| Elan               | 0 – 8                 | Mura              |
| Brda               | 0 – 9                 | Maribor           |
| Korotan Prevalje   | 1 – 1 (dts) (3-4 dtr) | Domžale           |
| Beltinci           | 1 – 5                 | Gorica            |
| Olimpia Lubiana    | 2 – 4                 | Celje             |
| Bakovci            | 1 – 2                 | Šmarje pri Jelšah |
| Odranci            | 4 – 3                 | Kolpa             |
| Nafta              | 1 – 2 (dts)           | Šenčur            |
| NK Lubiana         | 2 – 1                 | Tolmin            |
| Ormož              | 0 – 8                 | Aluminij          |
| Rogoza             | 0 – 3                 | Ankaran Hrvatini  |
| Tabor Sežana       | 2 – 5                 | Dravograd         |
| Železničar Maribor | 5 – 1                 | Jadran Dekani     |

## Ottavi di finale
| Squadra 1          | Risultato             | Squadra 2       |
| ------------------ | --------------------- | --------------- |
| Ankaran Hrvatini   | 0 – 3                 | Odranci         |
| Železničar Maribor | 1 – 0                 | Koper           |
| Domžale            | 0 – 2                 | Šmartno ob Paki |
| Dravograd          | 0 – 1                 | NK Lubiana      |
| Šmarje pri Jelšah  | 0 – 6                 | Maribor         |
| Aluminij           | 2 – 1 (dts)           | Mura            |
| Šenčur             | 0 – 1                 | Gorica          |
| Celje              | 1 – 1 (dts) (1-3 dtr) | Rudar Velenje   |

## Quarti di finale
| Squadra 1     | Totale | Squadra 2          | Andata | Ritorno |
| ------------- | ------ | ------------------ | ------ | ------- |
| Aluminij      | 7 – 2  | Železničar Maribor | 4 – 0  | 3 – 2   |
| Maribor       | 5 – 3  | NK Lubiana         | 2 – 1  | 3 – 2   |
| Rudar Velenje | 1 – 2  | Šmartno ob Paki    | 0 – 1  | 1 – 1   |
| Odranci       | 1 – 10 | Gorica             | 0 – 5  | 1 – 5   |

## Semifinali
| Squadra 1 | Totale      | Squadra 2       | Andata | Ritorno |
| --------- | ----------- | --------------- | ------ | ------- |
| Aluminij  | 2 – 2 (gfc) | Šmartno ob Paki | 1 – 0  | 1 – 2   |
| Maribor   | 2 – 3       | Gorica          | 1 – 0  | 1 – 3   |

## Finale
Per la prima volta,  una squadra di seconda divisione (l'Aluminij) raggiunge la finale della coppa nazionale.
| Squadra 1 | Totale | Squadra 2 | Andata | Ritorno |
| --------- | ------ | --------- | ------ | ------- |
| Gorica    | 6 – 1  | Aluminij  | 4 – 0  | 2 – 1   |

### Andata
| Arbitro: | Damir Skomina (Capodistria) |

| |            | |
| Kršič 5’ Puš 26’, 60’ Srebrnič 88’                                                                           | Marcatori  | |
| B. Mavrič M. Mavrič Panič Srebrnič Debenjak Težački Kršič Puš (Šabec) N. Kovačevič (Kremenovič) Ekmečić Goga | Formazioni | Šeremet Koren Pučko (Panikvar) Praprotnik Pekez Sambolec Gojkovič Dončec (Pipenbaher) Franci Šimundža Rakič |
| Pavel Pinni                                                                                                  | Allenatori | Branko Horjak                                                                                               |

### Ritorno
| Arbitro: | Drago Kos (Ravne na Koroškem) |

| |            | |
| Čeh 54’ | Marcatori  | 61’ Ekmečić 90’ Kremenović                                                                                               |
| Šeremet Koren (Panikvar) Golob Pekez Zemljič (Sambolec) Pučko Gojkovič Čeh (Dončec) Franci Pipenbaher Šimundža | Formazioni | B. Mavrič M. Mavrič Kokot Panič (Arandželović) Srebrnič Težački Kršič Puš N. Kovačevič Ekmečić (Šabec) Goga (Kremenovič) |
| Branko Horjak                                                                                                  | Allenatori | Pavel Pinni |